# Hausse du prix des matières premières des années 2020-2022

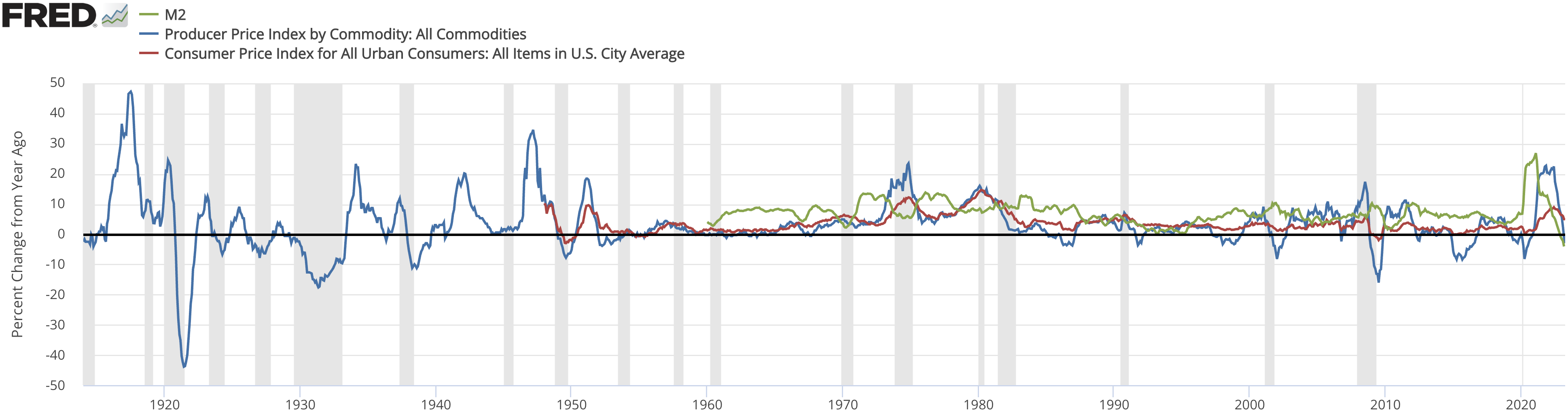
Produits PPI

Le boom des matières premières des années 2020 fait référence à la hausse des prix de nombreux produits de base au début des années 2020 à la suite de la pandémie de Covid-19. La récession du Covid-19 a initialement fait chuter les prix des matières premières, mais les confinements (en), les goulots d'étranglement de la chaîne d'approvisionnement et la politique monétaire accommodante (en) ont limité l'offre et créé une demande (en) excédentaire, provoquant une hausse du super cycle des matières premières.
L'invasion russe de l'Ukraine en 2022 a aggravé les goulots d'étranglement, créant le différend gazier Russie-Union européenne de 2022 et la crise des fournisseurs de gaz naturel du Royaume-Uni de 2021-2022 (en), contribuant à la crise énergétique mondiale de 2021 à aujourd'hui. Comme la Russie et la Biélorussie sont d'importants exportateurs d'engrais et que le gaz naturel est un composant principal de nombreux engrais, les prix des engrais ont augmenté en conséquence, déclenchant les crises alimentaires de 2022.
Le précédent super cycle des matières premières était le boom des matières premières des années 2000 (en), attribué aux marchés émergents, en particulier celui de la Chine, fournissant une forte demande de matières premières.

## Aliments

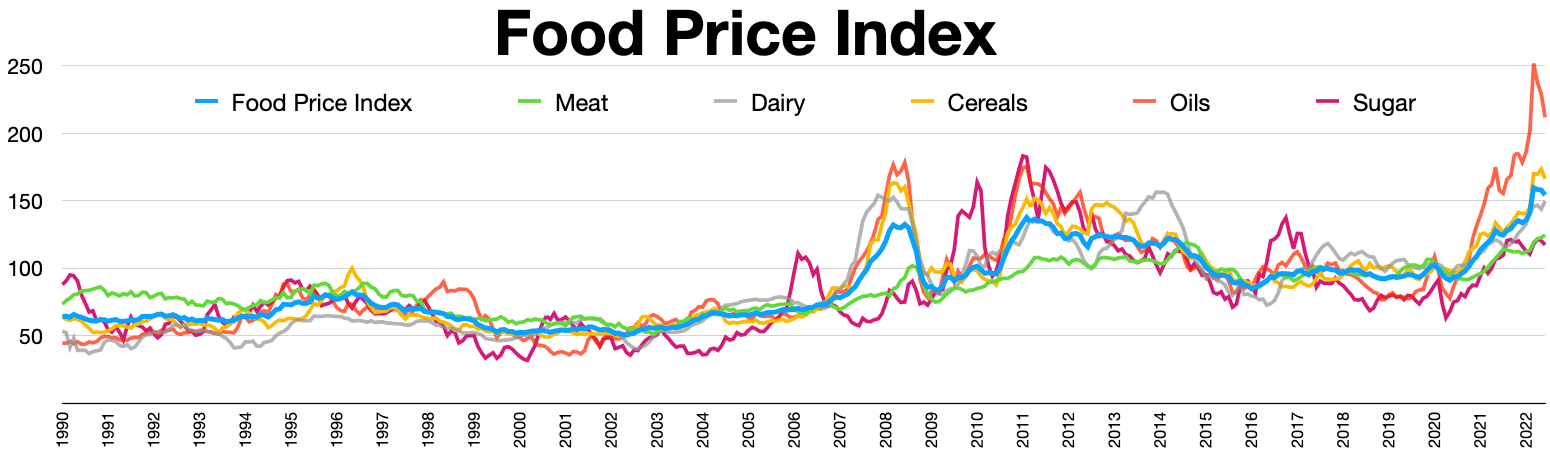
Prix des produits alimentaires

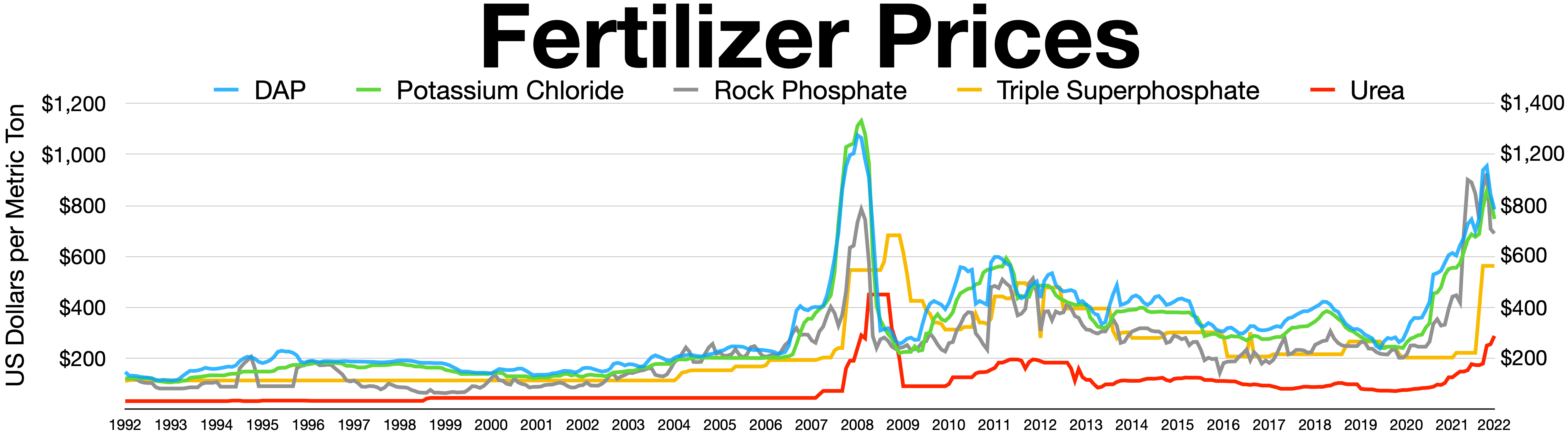
Prix des engrais 1992–2022.
DAP

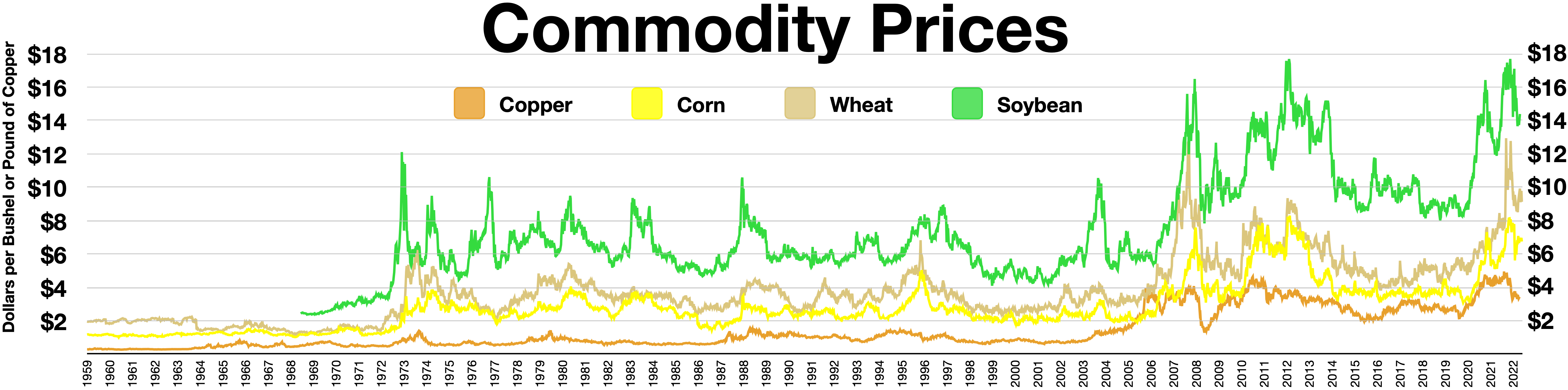
Prix des matières premières
soja

## Bois de construction

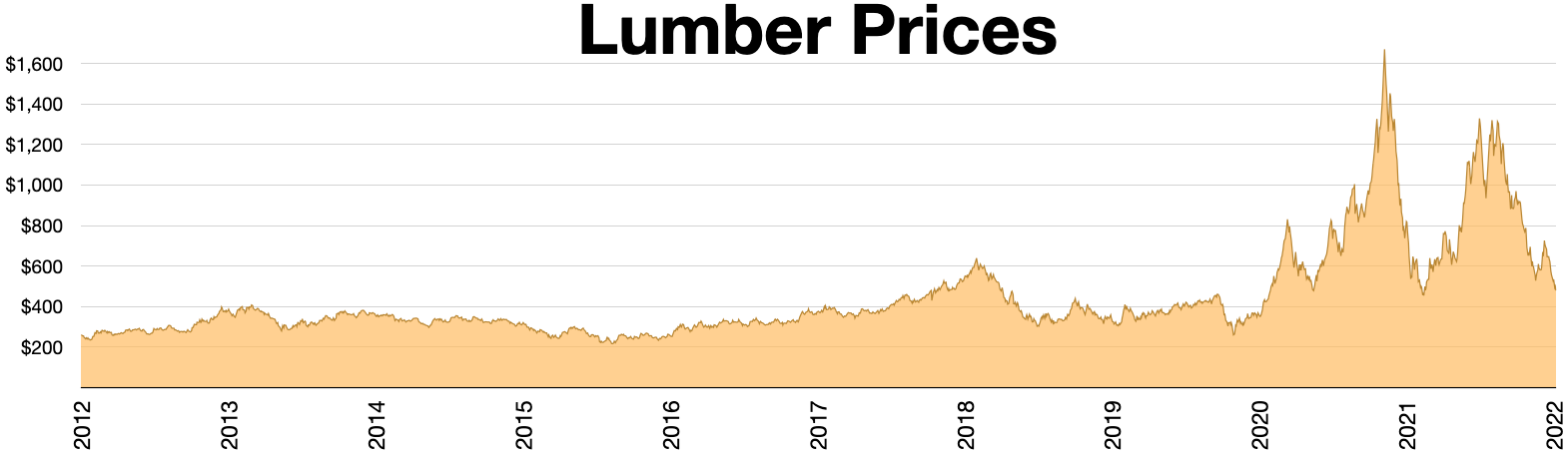
Prix du bois

Les prix du bois ont augmenté avec le marché du logement en ébullition. De nouveaux tarifs potentiels de 17,99 % sur le bois d'œuvre canadien ont également fait grimper le prix. Ces tarifs ont été finalisés à la baisse à 11,64% par l'administration Biden. De nouveaux contrats qui permettent aux semi-remorques de transporter des bois en lieu et place  des wagons à partir du 8 août 2022, est potentiellement la raison pour laquelle les prix sont revenus à la normale au second semestre 2022. La hausse des taux d'intérêt hypothécaires avec l'inflation est une autre raison du ralentissement de la demande de logements et de bois d'œuvre.

## Gaz naturel

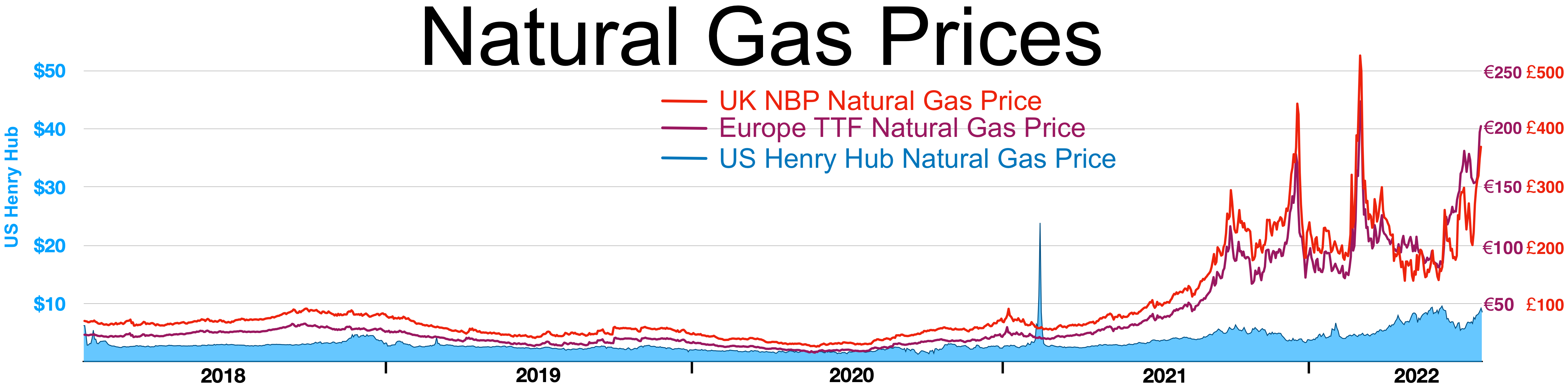
Prix du gaz naturel en Europe et aux États-Unis
Prix du gaz naturel National Balancing Point NBP (Royaume-Uni)

## Pétrole brut et produits pétroliers

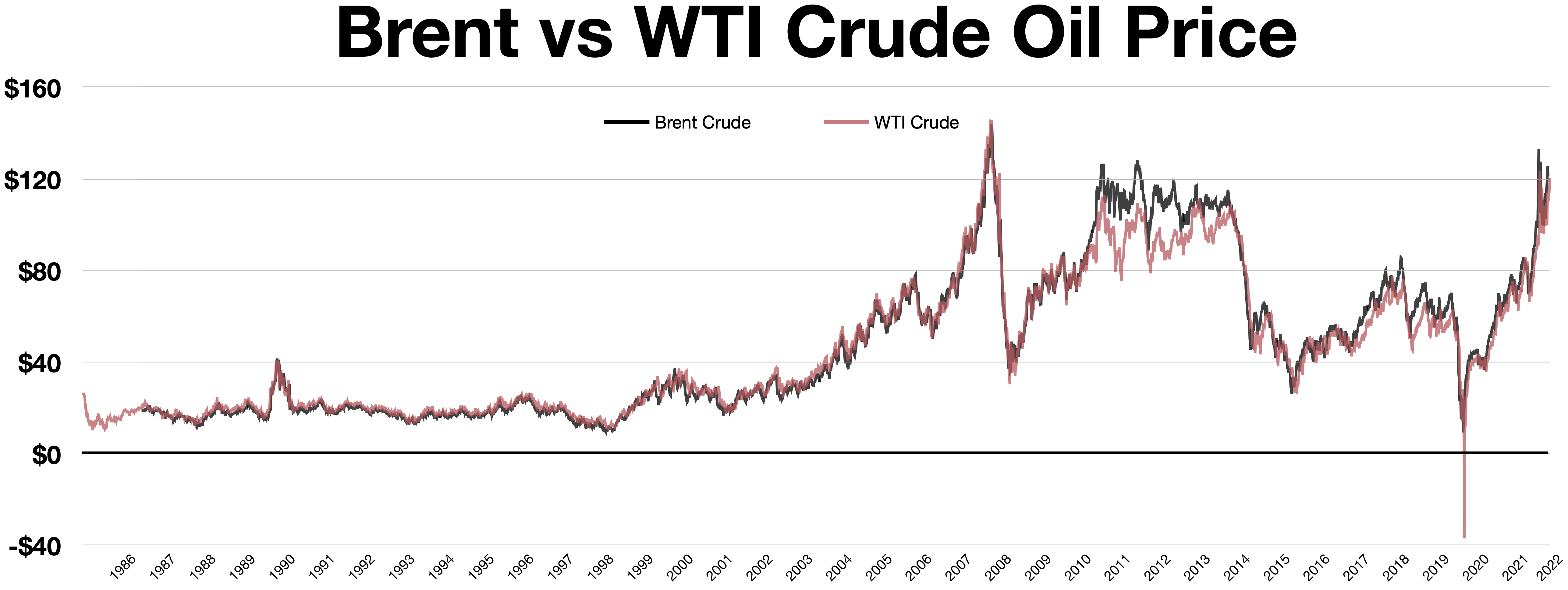

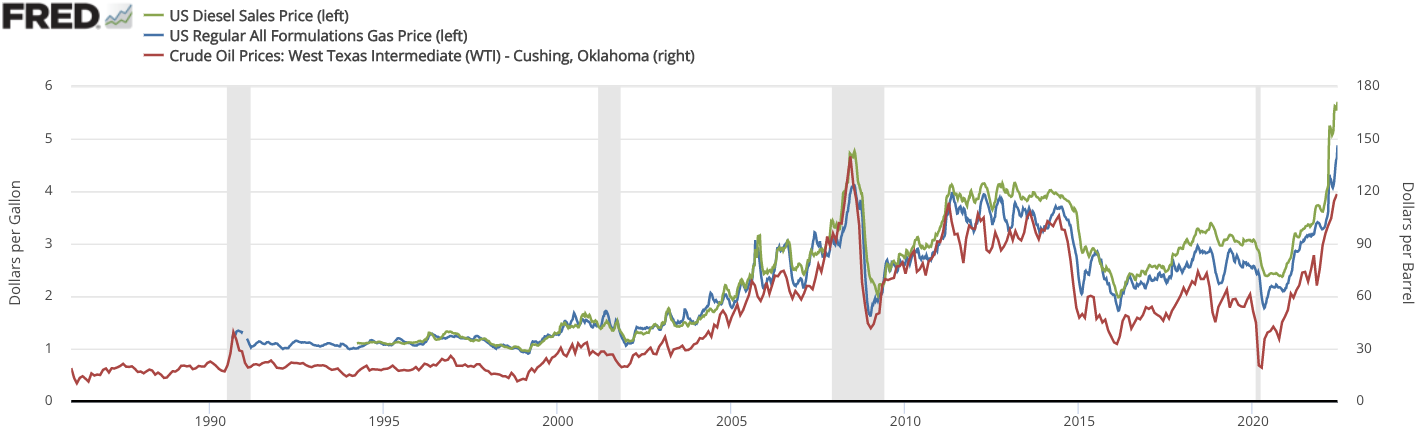

### Carburéacteur

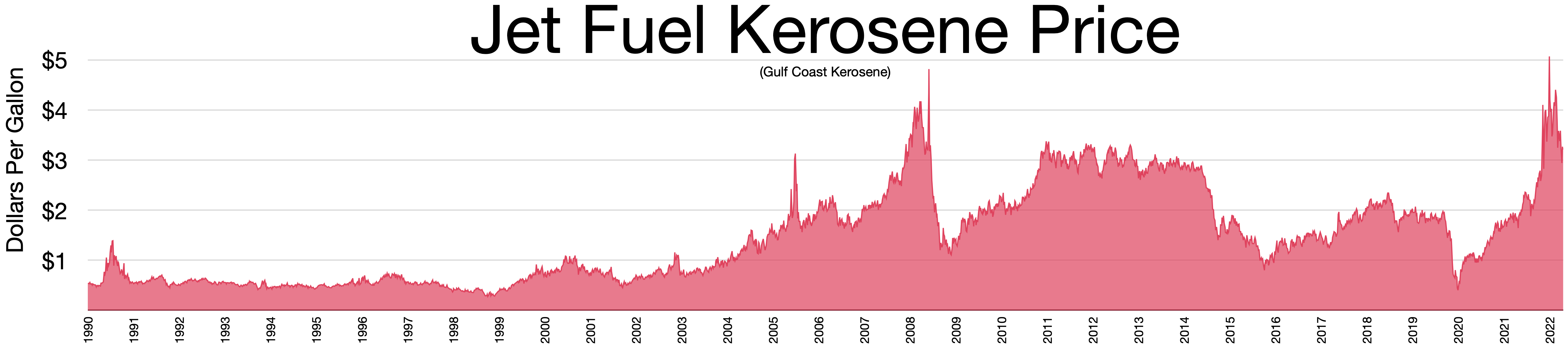
Prix du kérosène du carburéacteur

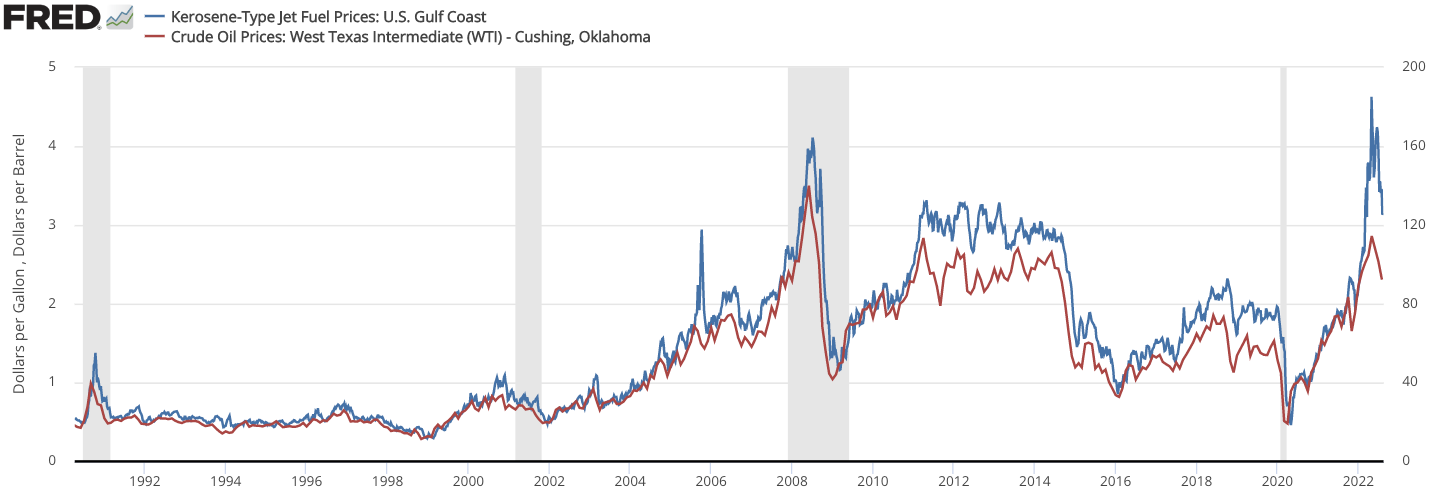
Prix du kérosène par rapport aux prix du pétrole

## Électricité

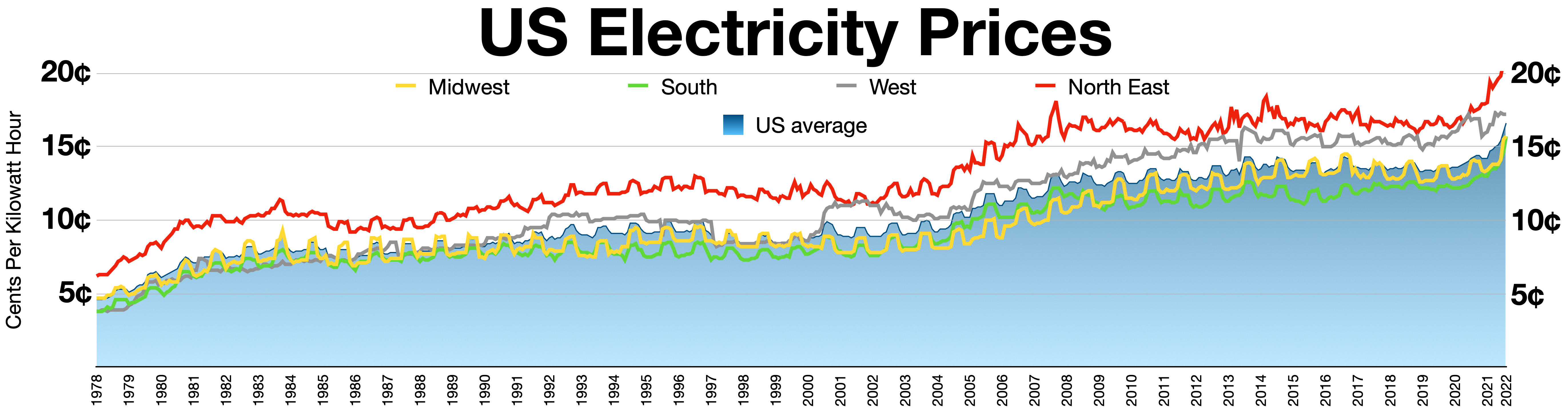
Prix de l'électricité aux États-Unis
US average
Moyenne américaine

## Lithium

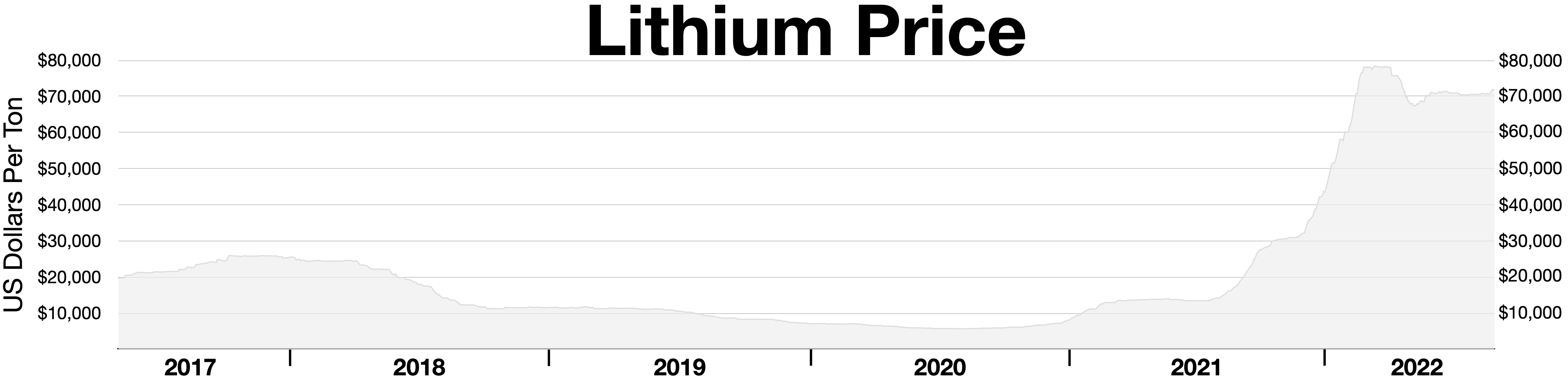
Prix du lithium

## Cuivre

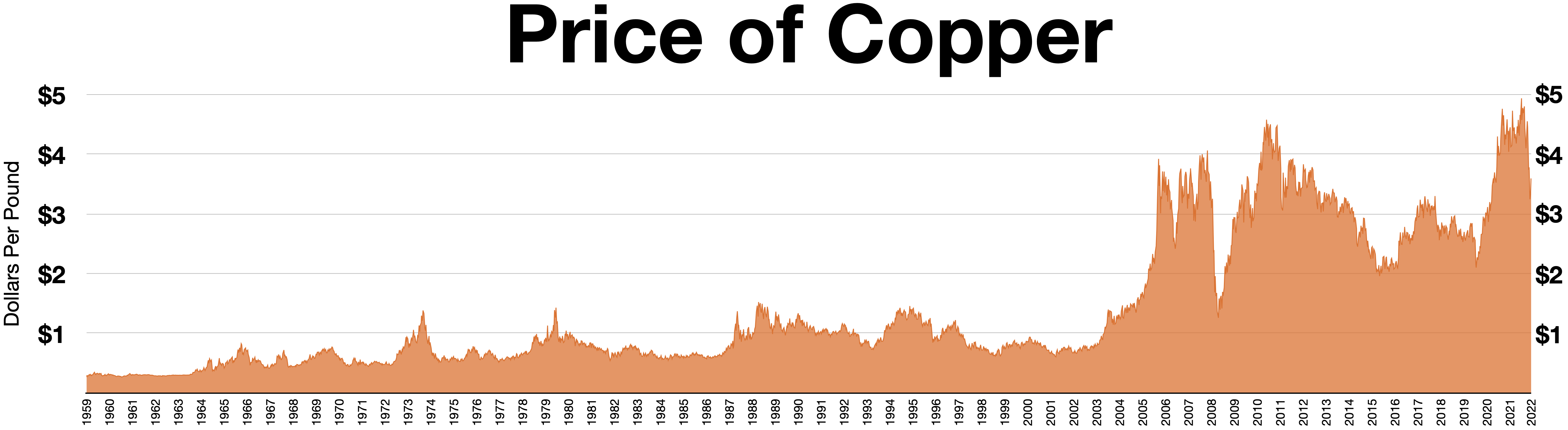
Prix du cuivre

## Nickel

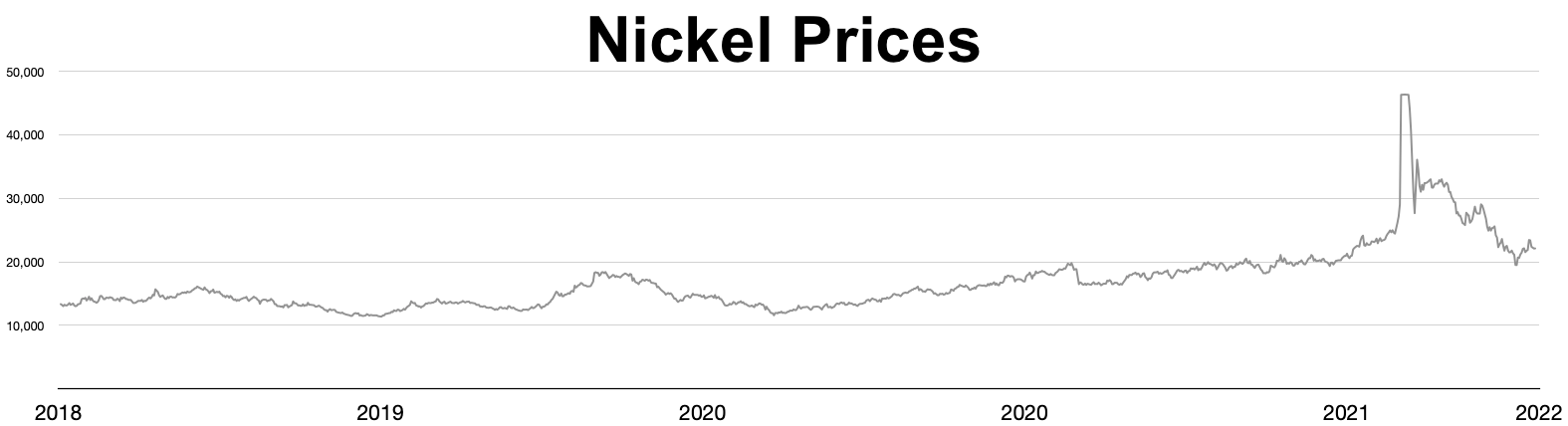
Prix du nickel 2018-2022

## Étain

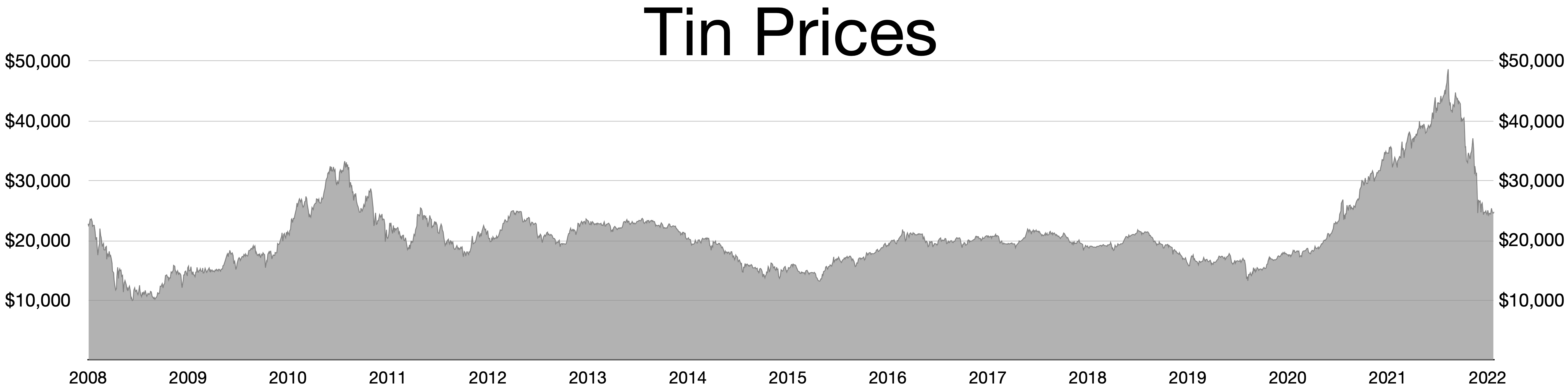
Prix de l'étain 2008-2022

## Titane

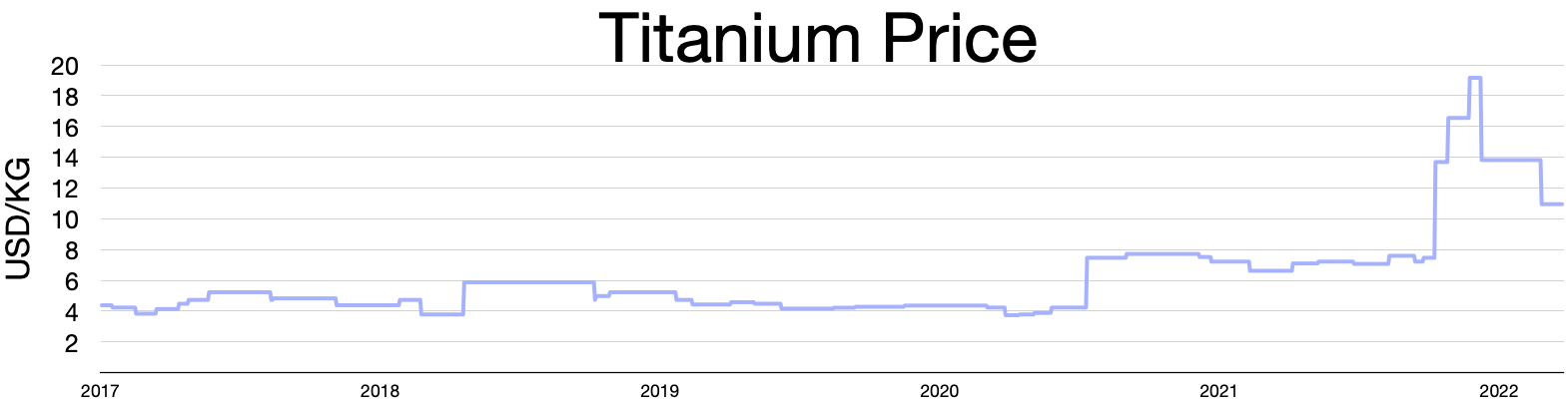
Prix du titane

## Acier laminé

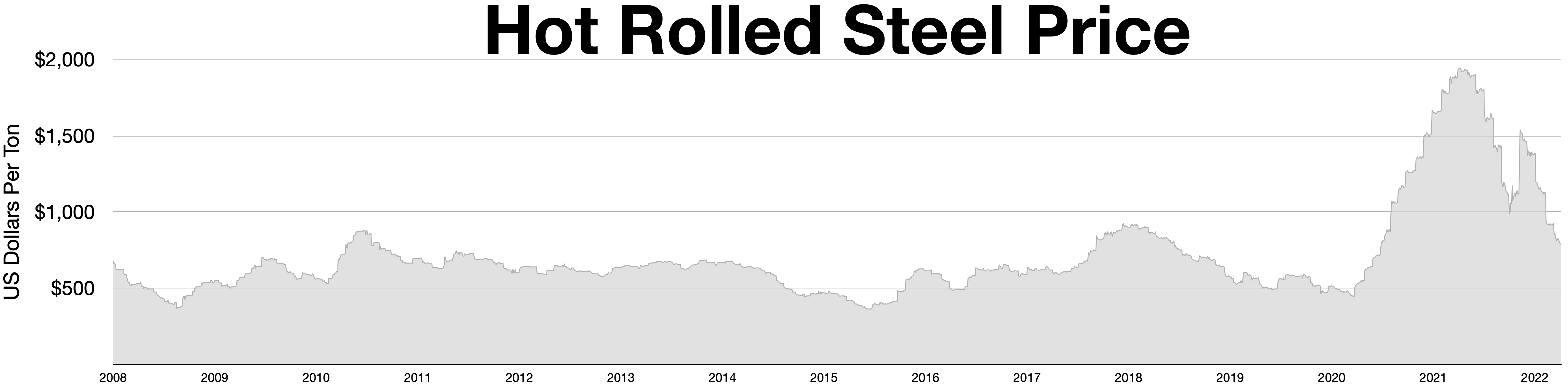
Prix de l'acier laminé

## Palladium

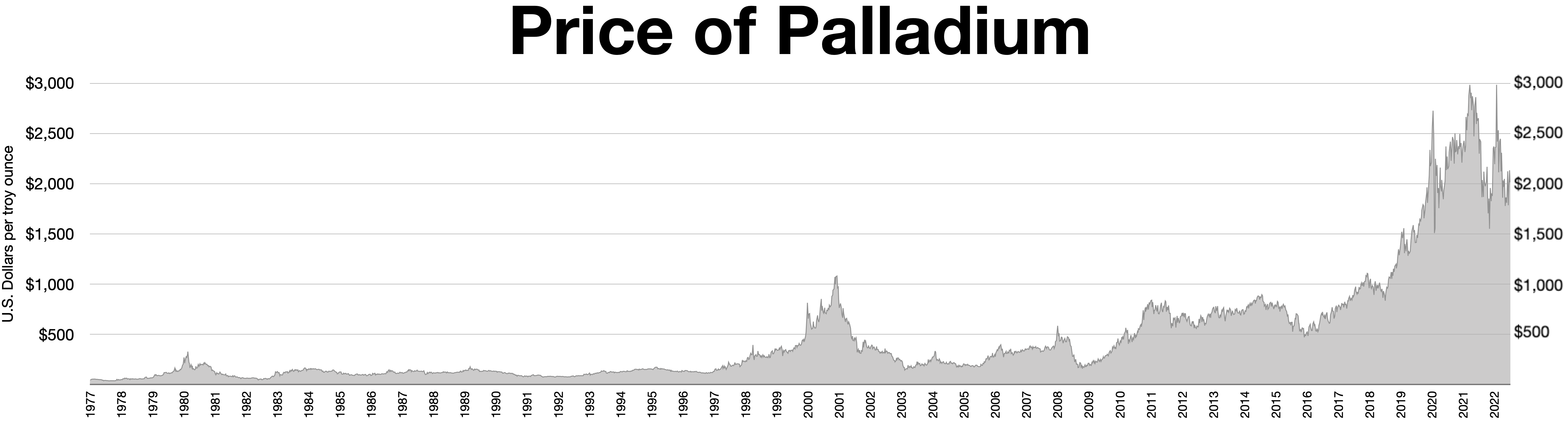
Prix du palladium

## Rhodium

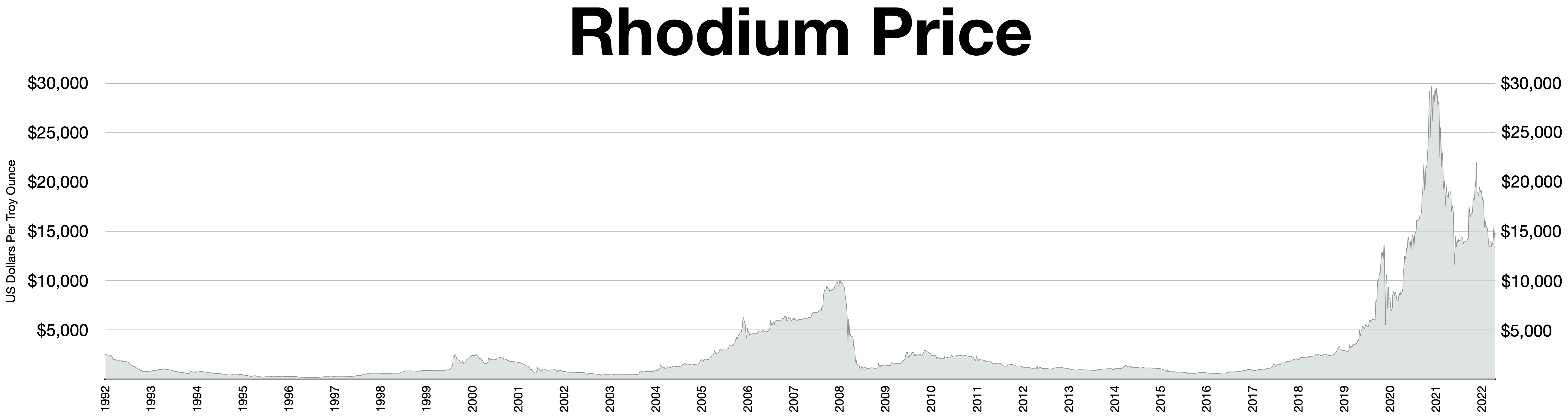
Prix quotidien du rhodium 1992-2022

## Or

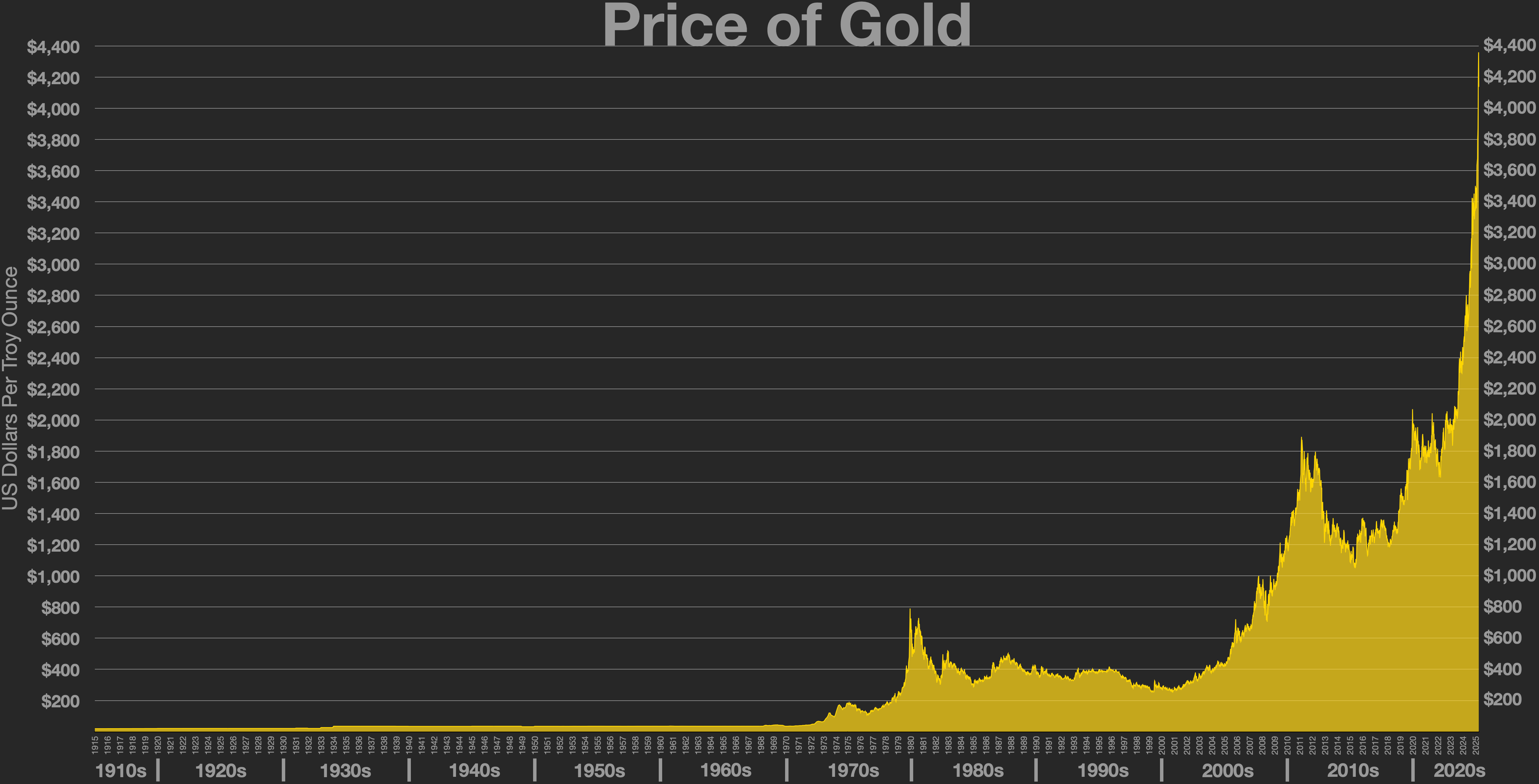
Prix de l'or 1915-2022

## Minerai de fer

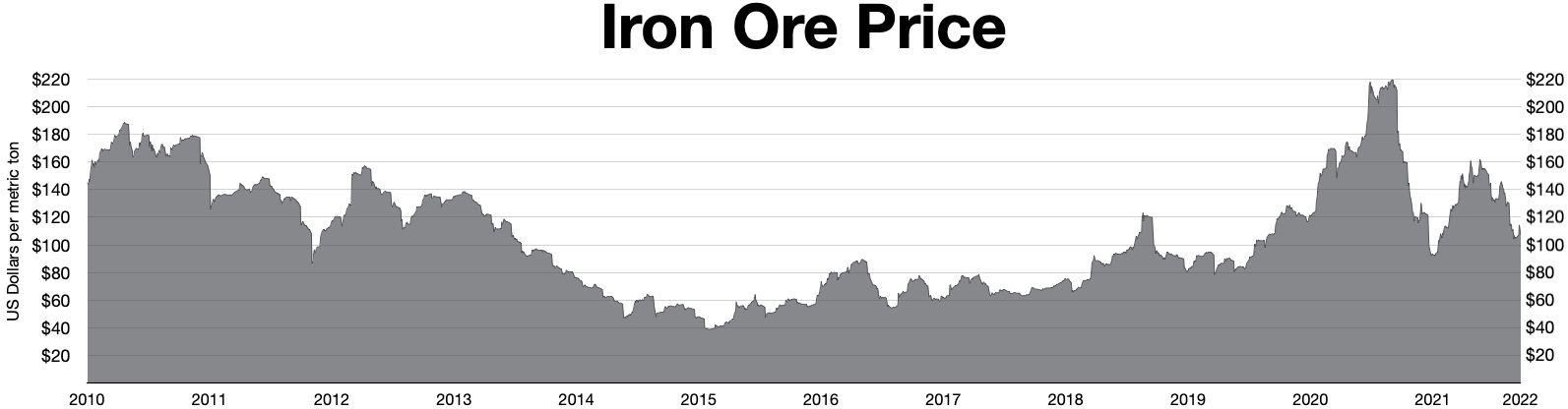
Prix du minerai de fer 2010-2022

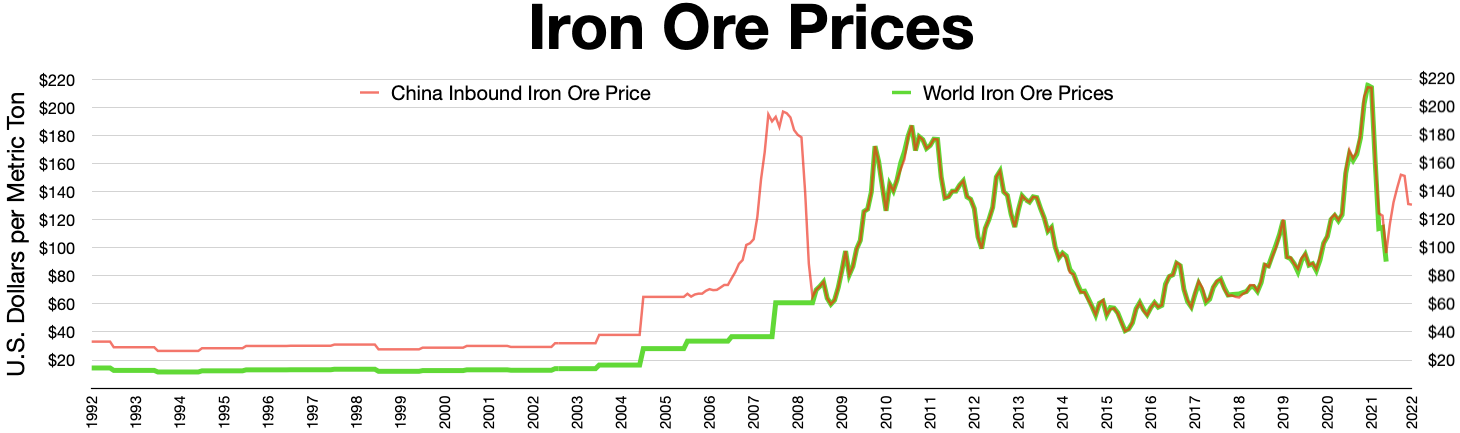
Prix du minerai de fer 1992-2022

## Coton

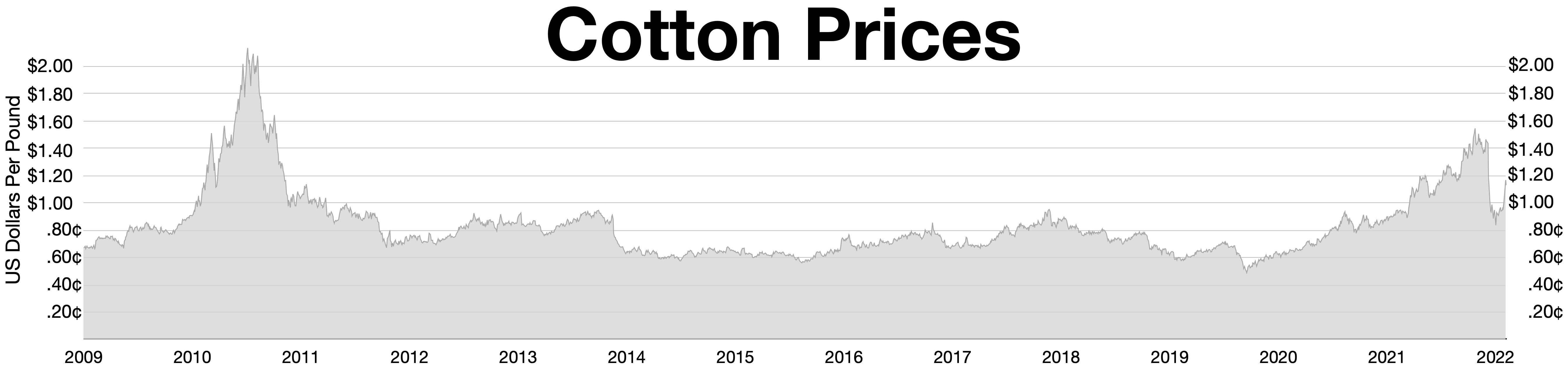
Cours du coton 2009-2022